# Disc dog

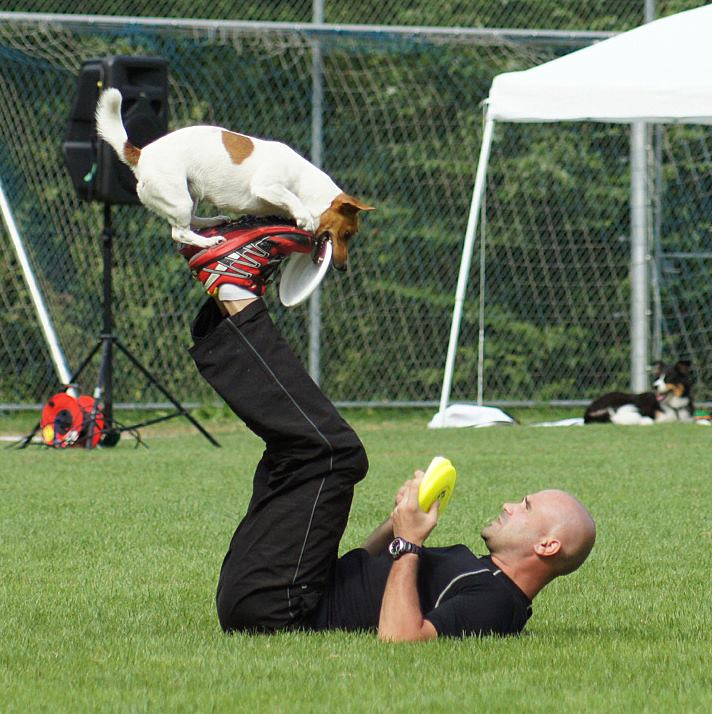
Tinkerbell e Adrian Stoica: Campioni Europei Skyhoundz 2014, categoria microdog

Disc dog è il nome più generico dello sport comunemente chiamato Frisbee dog. Nelle gare di disc dog, i cani ed i loro accompagnatori umani gareggiano in eventi come prese di distanza e routine di freestyle. Il termine "disc" è preferibile al termine "Frisbee" perché è un marchio registrato da Wham-O.

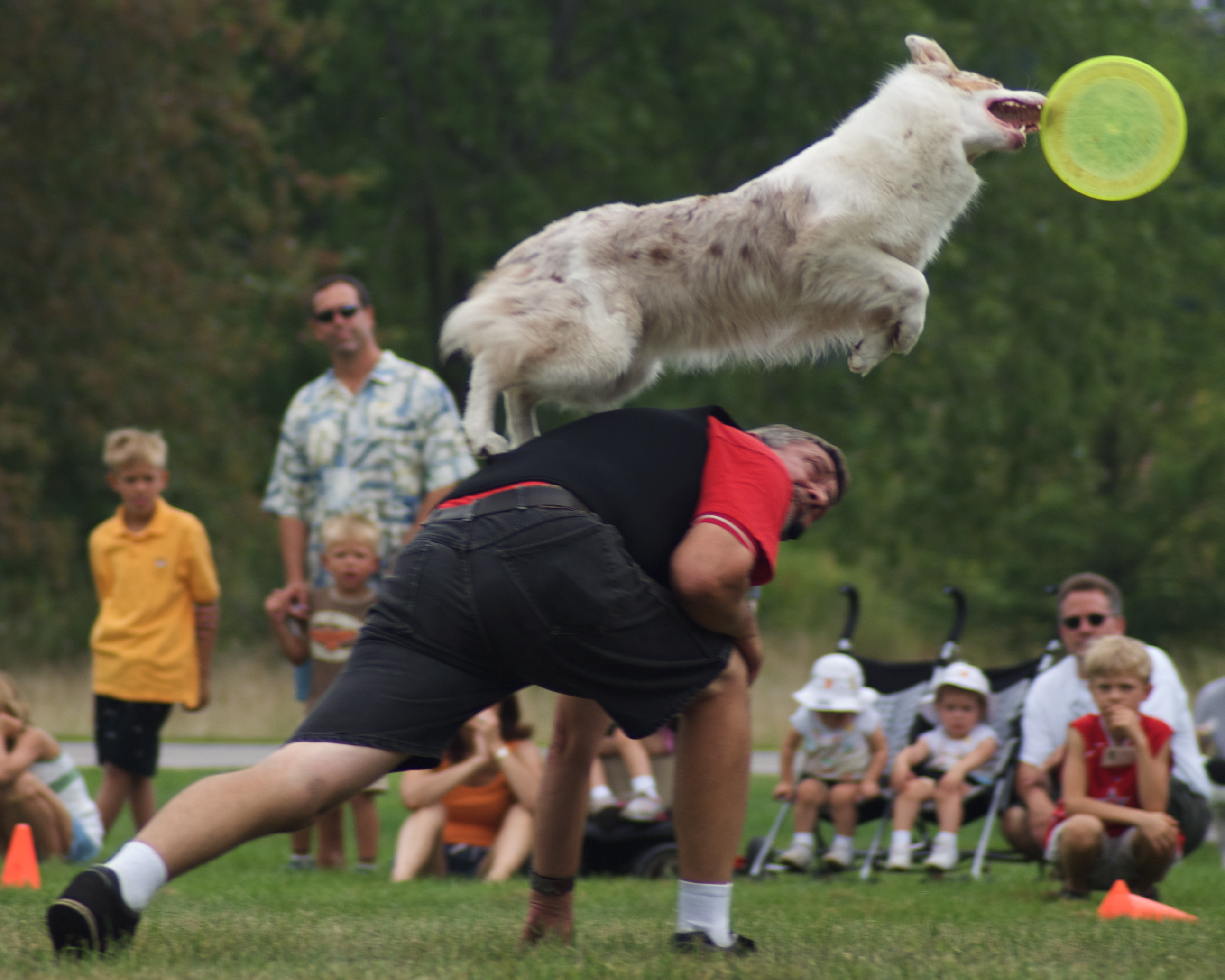
Un "back vault"

## Storia
Lo sport ha i suoi inizi nei primi inizi del 1970, parallelamente alla crescita della popolarità dello sport del Frisbee. Il momento decisivo arrivò il 4 agosto 1974 quando Alex Stein, uno studente di 19 anni proveniente dall'Ohio, ed il suo cane, Ashley Whippet, saltarono la recinzione durante una partita di baseball fra i Los Angeles Dodgers ed i Cincinnati Reds, mentre stava andando in onda su una rete nazionale. Stein aveva con sé un paio di dischi, che lanciò al cane. Ashley lasciò il pubblico senza fiato per le sue prese, e la partita fu interrotta. Alla fine, dopo 8 minuti, Stein fu scortato fuori dal campo. Questa esibizione su una rete nazionale accese definitivamente l'interesse per questo sport.

## Campionati Internazionali
La veloce crescita di questo sport ha portato alla nascita di diversi Campionati Internazionali tra i quali si possono citare AWI Ashley Whippet Invitational, UFO World Cup Series, SkyHoundz, USDDN United States Disc Dog Nationals, Up Dog Challenge e Global Canine Disc Challenge.